# Я скажу правду
«Я скажу правду» — советский фильм 1957 года, снятый на киностудии «Грузия-фильм» режиссёром Леваном Хотивари.

## Сюжет
В одной из зарубежных стран бедствует белоэмигрант Коста Девидзе с сыном Отаром. Юноша вынужден ходить по игорным домам, воровать… Они узнают, что их богатый родственник умер, завещая состояние живущему в СССР сыну Мерабу — двоюродному брату Отара. Отар пробирается в Грузию с намерением убить своего племянника и стать единственным наследником дяди. Приехав, он находит сообщника — Мелитона, работающего в рыболовецкой артели, председателем которой является Мераб. Вместе с Мелитоном, жадным и озлобленным человеком, мечтающем о богатстве, Отар разрабатывает план убийства. Однако познакомившись с рыбаками, их непростой, но радостной трудовой жизнью колхозников, Отар начинает осознавать преступность своего замысла. Но от плана не собирается отказываться Мелитон…

## В ролях
- Отар Коберидзе — Отар Девидзе, сын белоэмигранта Косты
- Зураб Лаферадзе — Мераб, двоюродный брат Отара, председатель рыболовецкой артели
- Акакий Васадзе — Мелитон, шкипер в рыболовецкой артели
- Марина Ахвледиани — Кетевана, рыбачка
- Давид Абашидзе — Ушанги Хвичия
- Георгий Шавгулидзе — Коста Девидзе, белоэмигрант, отец Отара
- Георгий Геловани — Джумбер, друг Мераба
- Георгий Коридзе — Андро, моряк
- Нино Какабадзе — Марта, хозяйка дома
- Александр Омиадзе — прокурор
- Григол Костава — судья
- Ия Хобуа — секретарша
- Георгий Габелашвили — крупье (нет в титрах)
- Акакий Кванталиани — посетитель казино (нет в титрах)
- Александр Жоржолиани — посетитель казино (нет в титрах)
- Верико Анджапаридзе — посетительница казино (нет в титрах)

## Критика
Журнал «Искусство кино» (1963) рассматривая фильмы киностудии «Грузия-фильм» последних лет ставил фильм в число её неудач — «примитивные, схематичные, построенные по канонам убогих штампов», отмечая, что «печать в свое время критиковала эти картины, как далекие от духа времени, от истинных забот и дел современников», однако, тот же журнал (1958) называл игру исполнителя главной роли актёра Отара Коберидзе в числе его удачных работ.